# العلاقات الأردنية التوفالية
العلاقات الأردنية التوفالية هي العلاقات الثنائية التي تجمع بين الأردن وتوفالو.

## مقارنة بين البلدين
هذه مقارنة عامة ومرجعية للدولتين:
| وجه المقارنة                                              | الأردن                   | توفالو                         |
| --------------------------------------------------------- | ------------------------ | ------------------------------ |
| المساحة (كم2)                                             | 89.34 ألف                | 26                             |
| عدد السكان (نسمة)                                         | 9.81 مليون               | 11.19 ألف                      |
| الكثافة السكانية (ن./كم²)                                 | 109.81                   | 43.04 ألف                      |
| العاصمة                                                   | عمان                     | فونافوتي                       |
| اللغة الرسمية                                             | اللغة العربية            | اللغة التوفالوية، لغة إنجليزية |
| العملة                                                    | دينار أردني              | دولار توفالو                   |
| الناتج المحلي الإجمالي (بليون دولار)                      | 40.07 مليار              | 39.73 مليون                    |
| الناتج المحلي الإجمالي (تعادل القوة الشرائية) بليون دولار | 82.80 مليار              | 38.93 مليون                    |
| الناتج المحلي الإجمالي الاسمي للفرد دولار أمريكي          | 4.94 ألف                 | 3.29 ألف                       |
| الناتج المحلي الإجمالي للفرد دولار أمريكي                 | 12.05 ألف                | 3.77 ألف                       |
| مؤشر التنمية البشرية                                      | 0.748                    |                                |
| رمز المكالمات الدولي                                      | +962                     | +688                           |
| رمز الإنترنت                                              | .jo                      | .tv                            |
| المنطقة الزمنية                                           | ت ع م+02:00، ت ع م+03:00 | ت ع م+12:00                    |

## منظمات دولية مشتركة
يشترك البلدان في عضوية مجموعة من المنظمات الدولية، منها:
| علم المنظمة | اسم المنظمة                   | تاريخ انضمام الأردن | تاريخ انضمام توفالو |
| ----------- | ----------------------------- | ------------------- | ------------------- |
|             | الأمم المتحدة                 | 14 ديسمبر 1955      | 5 سبتمبر 2000       |
|             | منظمة حظر الأسلحة الكيميائية  | ?                   | ?                   |
|             | يونسكو                        | 14 يونيو 1950       | 21 أكتوبر 1991      |
|             | مؤسسة التنمية الدولية         | 4 أكتوبر 1960       | 24 يونيو 2010       |
|             | البنك الدولي للإنشاء والتعمير | 29 أغسطس 1952       | 24 يونيو 2010       |
|             | الاتحاد البريدي العالمي       | ?                   | ?                   |
|             | الاتحاد الدولي للاتصالات      | 20 مايو 1947        | 15 أغسطس 1996       |

## وصلات خارجية
- موقع وزارة الخارجية الأردنية